# Statut o carské rodině

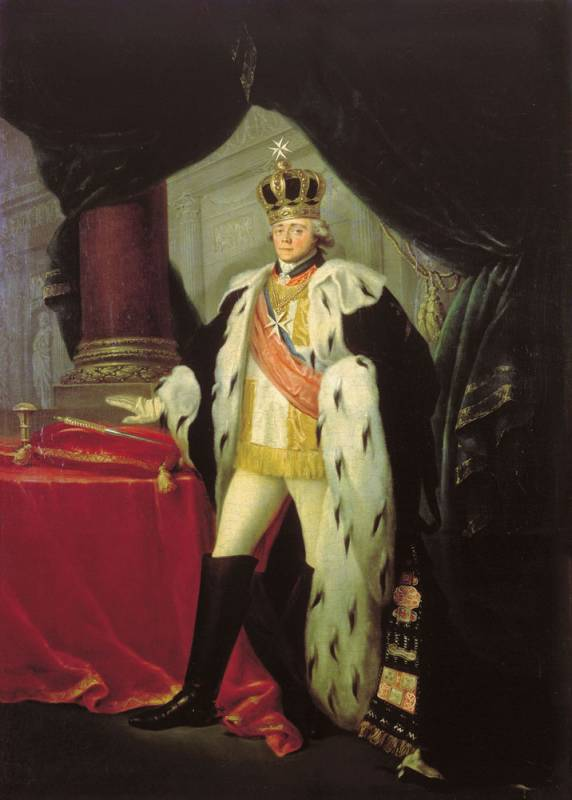
Vydavatel Statutu ruský car Pavel I. (1796–1801)

Statut o carské rodině (rusky Учреждение об Императорской Фамилии) byl domácí zákon či statut ruské panovnické dynastie Holstein‑Gottorp‑Romanov vydaný carem Pavlem I. dne 5. dubna 1797. V rámci edice Polnoe Sobranie Zakonov Rossijskoj Imperii (Plný soupis zákonů Ruské říše) má číslo 17906. Zákon platil s několika změnami až do roku 1917. Nejvýznamněji byl upraven carem Alexandrem III. v červenci 1886. Statut byl vydán ve stejný den jako Pavlův výnos o následnictví ruského trůnu, který se věnoval konkrétně otázkám následnictví.
Zákon se dotýkal celkového postavení všech členů vládnoucí ruské dynastie: organizoval majetkové poměry, penze a důchody členů dynastie, stanovoval pořádky vztahů mezi jednotlivými členy rodiny a konkrétně stanovoval pořádek titulů, privilegií a erbů pro jednotlivé členy dynastie a také řešil otázky majetkového dědictví a zřizoval Department pro úděly.
Statut měl celkem 208 paragrafů a 9 oddílů. Pořádky v romanovské rodině organizoval podle principu příbuznosti s vládnoucím carem (tj. se samotným Pavlem I. a v pozdější úpravě s konkrétním carem, ze kterého linie potomků pocházela). Tímto způsobem se Pavel I. stal nejenom biologickým zakladatelem moderní romanovské dynastie, ale také zakladatelem moderního dynastického systému v Rusku.

## Nejdůležitější právní úpravy Statutu

### Organizace vztahů v rodině
V rámci organizace vztahů v dynastii zákon stanovil jako základní princip příbuznost rodové linie k vládnoucímu panovníkovi (§ 15). Příbuznost s panovníkem a tedy blízkost trůnu byla základním podkladem pro odstupňování postavení, titulů a důchodů jednotlivých členů rodu.
Nejstarší syn panovníka a všechno potomstvo v této linii je potom považován za následníka trůnu (§ 16). V konkrétním případě dvou synů Pavla I. Statut definuje postavení mladšího Konstantina a jeho potomků v následnictví jako druhé za Pavlovým starším synem Alexandrem. Konstantin a jeho linie měli nastoupit na trůn až po přerušení mužské linie Alexandra, kterého zákon stanovuje jako následníka trůnu. (§ 17). Zákon potom tento princip zobecnil, když stanovil, že následnictví se dotýká vždy nejstaršího syna a linie jeho potomků. Nejstarší z potomků je následníkem a ostatní, mladší synové mají status synů cara. Obdobný princip byl zaveden také pro ženské potomstvo nejstaršího syna a i v tomto případě rozhodovala příbuzenská blízkost k panovníkovi.
Zákon také považoval vládnoucího panovníka za hlavu rodiny, respektive za náčelníka, což mu dávalo konkrétní pravomoci v rozhodování o osudech jednotlivých členů dynastie. Z této pozice náčelníka rodu vyplývala například povinnost pro každého člena rodiny mít povolení k uzavření sňatku. Sňatek, který by byl uzavřen bez souhlasu panovníka, je považován za nezákonný (§ 25).

### Tituly a erby členů dynastie
Statut se dotýkal také organizace titulů, čestných oslovení a rovněž znaků členů romanovské dynastie. Ta odrážela shora uvedené principy rodinné hierarchie, které rozdělovaly členy dynastie do celkem tří skupin podle příbuznosti s carem. Tituly v carské rodině byly Pavlem I. upraveny následovně:
- Následník, Cesarevič a Velkokníže a Imperátorská Výsost (Императорское Высочество) s tím, že tento titul byl vždy rezervován pro následníka ruského trůnu (§ 31).[8]
- Velkokníže a Imperátorská Výsost (Императорское Высочество). Tento titul příslušel všem synům, dcerám, vnukům, pravnukům a prapravnukům panovníka (§ 32).[8]
- Kníže imperátorské krve a Výsost (Высочество). Tento titul příslušel dětem prapravnuků a všem následujícím potomkům od mužského potomka Cara (§ 33).[8]

Státní znak Ruského impéria náležel následníku cesareviči a všem těm, kdo měli nárok na titul Imperátorská Výsost. Ti členové rodiny, kteří nosili titul knížete a Výsosti, tento znak nemohli používat (§ 41 a 42). Velkokněžny a kněžny imperátorské krve provdané za cizí prince si mohly svůj znak přiřadit k erbu svého manžela (§ 42).
V souvislosti s hierarchií titulů v rámci dynastie Statut také ošetřoval čestné místo v rámci dvorských a dalších veřejných aktů nebo shromáždění. První místo za vládnoucím panovníkem a jeho manželkou náleželo velkoknížatům a velkokněžnám, knížatům a kněžnám imperátorské krve. Hierarchie mezi nimi byla určena opět podle principu příbuzenství s panovníkem, tedy podle původu ze starší linie rodu a podle stáří v rámci dané linie (§ 36).

Menší znak velkoknížete Nikolaje Nikolajeviče, syna Mikuláše I.
Osobní znak velkoknížete Nikolaje Nikolajeviče, syna Mikuláše I.
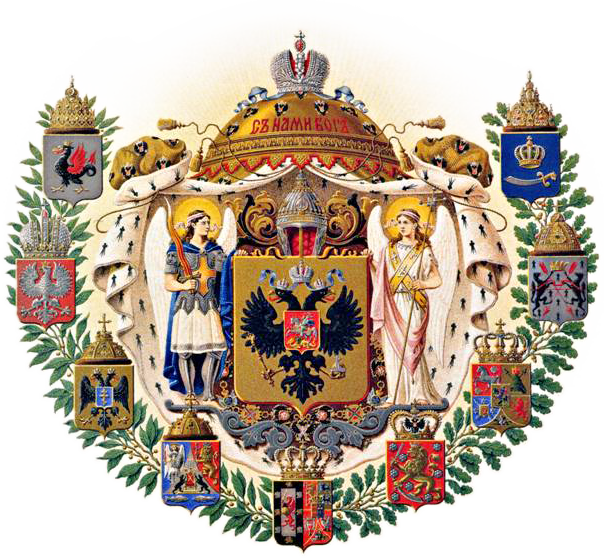
Střední státní znak Ruské říše byl podle Statutu znakem cesareviče-následníka trůnu.
Standarta cesareviče-následníka trůnu, užívaná do roku 1917.

### Majetkové poměry
Zákon ošetřoval také majetkové poměry romanovské dynastie a stanovoval výše penzí a další majetkové otázky členů dynastie. V případě velkoknížat a knížat imperátorské krve stanovoval nárok na peněžní penzi, respektive úděl každého člena po dosažení jeho plnoletosti až do smrti. Na ženské členky rodu se peněžní podpora vztahovala jen do doby uzavření sňatku. Při uzavření sňatku se vyplácelo věno (§ 47). Penze se velkoknížatům a knížatům imperátorské krve vyplácela v plné výši, pokud žili na území Ruska. Mimo něj dostávali jen 1/3 penze (§ 47). Otázky majetkového dědictví v rámci dynastie se řešily podle existujících zákonných úprav s tím, že osobní penze se nedědila (§ 53 a 55).

Výše penzí se řídila podle rodinné hierarchie, tedy podle stupně příbuznosti každého člena s carem (§ 72). Konkrétní tzv. státní suma se v době Pavla I. stanovovala následovně:
- Carevně v době panování jejího manžela - 600 000 rublů ročně a výdaje na dvůr (§ 77).[11]
- Jejím dětem do dovršení plnoletosti 100 000 rublů ročně na osobu (§ 77).[11]
- Cesareviči, Následníku trůnu mimo výdajů na jeho dvůr 300 000 ročně (§ 77).[11]
- Manželce následníka trůnu v době jejího manželství 150 000 ročně mimo výdají na dvůr (v případě ovdovění potom 300 000 ročně) (§ 77).[11]
- Dětem následníka trůnu do jejich plnoletosti nebo sňatku 50 000 rublů ročně (§ 77).[11]
- Každému synovi panovníka, kromě následníka cesareviče, 50 000 rublů ročně (§ 78).
- Jejich manželkám v době manželství 60 000 rublů. (§ 78)[12]
- Vnukům panovníka 50 000 rublů ročně. (§ 78)[12]
- Dcerám panovníka do jejich sňatku 150  000 rublů ročně (§ 78).[12]
- Pravnukům panovníka do doby jejich plnoletosti nebo jejich povoleného sňatku 30 000 rublů ročně (§ 78).[12]
- Pravnukům panovníka od jejich plnoletosti a do jejich sňatku 150 000 rublů ročně. Po dovršení plnoletosti potom dostávají 300 000 rublů důchodů z údělu a 150 000 rublů penze.
- Jejich manželkám 50 000 rublů a po ovdovění dvojnásobek (§ 78).[12] Atp.

K organizaci a správě majetkových poměrů a údělů Statut zřizovalo zvláštní státní orgán Department údělů, který podléhal přímo vládnoucímu carovi, tedy náčelníku rodiny tak, aby majetkově záležitosti zůstaly pod jeho přímou kontrolou. (§ 80 a 81).

## Pozdější úpravy Statutu

### Úprava ze dne 2. července 1886
Původní zákon Pavla I. byl v průběhu doby několikrát různě upravován. Nejvýznamnější přepracování učinil car Alexandr III. na základě práce komise, kterou vedl carův bratr velkokníže Vladimír Alexandrovič. Hlavním důvodem pro jeho změnu byl stále větší počet členů dynastie a z toho vyplývající fiskální zátěž. Samotný Pavel I. měl celkem 10 legitimních dětí, jeho syn Mikuláš I. celkem 8 a Alexandr II. měl také 8 potomků, což znamenalo, že se romanovská dynastie od roku 1797 značně rozrostla. Alexandr III. tak omezil počet členů dynastie s privilegovaným přístupem k penzím a podporám, což znamenalo, že šlo o značně nepopulární zásah. Novelizovaný Statut byl vydán dne 2. července (15. července) 1886 a má číslo 3851. Přepracovaný Statut měl celkem 98 článků a 4 oddíly.
Nová úprava například zaváděla nový pořádek v titulech a znacích členů romanovské dynastie. Vedle titulu kníže nebo kněžna imperátorské krve s titulem Výsosti se zaváděl další stupeň, kterým byl titul kníže a kněžna imperátorské krve s titulem Jasnosti (Светлости). Ten se týkal všech mladších dětí pravnuka cara pocházejících z mužského potomstva (linie). To znamenalo, že k Pavlově rozdělení do celkem tří skupin podle příbuznosti s carem byla přidána další, čtvrtá skupina, jejíž privilegia byla omezena.
Alexandrova úprava statutu se nutně dotýkala také majetkových poměrů členů dynastie. Výše penzí a důchodů byla upravena tak, že odpovídala stupni příbuzenství s konkrétním panovníkem, ze kterého daná linie pocházela. Konkrétní částky se stanovovaly pro carevnu, následníka cesareviče a jeho manželku, jeho děti (vnuky panovníka), mladší syny panovníka a jejich manželky, vnuky a pravnuky panovníka, nikoliv ale pro prapravnuky.
Novelizovaný Statut také určoval pořádky spojené s udělováním nejvyšších vyznamenání Ruské říše. Následník a velkoknížata obdrželi Řád svatého Ondřeje, Řád svatého Alexandra Něvského a původně holštýnský Řád svaté Anny při křtu. Knížata imperátorské krve dostávala tyto řády až po dosažení plnoletosti. Velkokněžny obdržely při křtu dámský Řád svaté Kateřiny, zatímco kněžny až po dosažení plnoletosti.
Novela se obšírně věnovala otázce občanských práv členů carské dynastie. V případě následníka trůnu bylo stanoveno, že sňatek jeho a jeho syna musí být uzavřen s osobou pravoslavného vyznání nebo osobou, která by k pravoslaví konvertovala (odstavec 60).

### Úprava ze dne 11. srpna 1911
Poslední úpravu statutu romanovské rodiny provedl car Mikuláš II. 11. srpna 1911. V edici Polnoe sobranie zakonov Rossijskoj imperii měla tato úprava číslo 35731 a týkala se uzavírání sňatku členů romanovské dynastie. Podle této úpravy se nikdo z velkoknížat a velkokněžen nemohl oženit nebo provdat za osobu, která by neměla odpovídající důstojnost respektive nepocházela by z panujícího nebo vládnoucího rodu. Mikulášova úprava ve skutečnosti oslabovala starší pravidlo vydané jeho otcem Alexandrem III. v březnu 1886, které paušálně zakazovalo všem členům dynastie bez rozdílu morganatické (nerovnorodé) sňatky. Mikuláš nařízení vztahoval jenom na určitou skupinu členů dynastie - na velkoknížata a velkokněžny (ale nikoliv na knížata imperátorské krve).